# Niko Pirosmani
Niko Pirosmani, właśc. Nikoloz Pirosmanaszwili (gruz. ნიკო ფიროსმანაშვილი, ur. 5 maja w 1862 w Mirzaani w Kachetii, zm. 9 kwietnia 1918 w Tyflisie, obecnie Tbilisi) – gruziński malarz-prymitywista.

## Życiorys
Urodził się w rodzinie chłopów kachetyjskich. W 1872 wstąpił na służbę u bogatych mieszczan tyfliskich, nauczył się czytać i pisać po gruzińsku i rosyjsku. Został malarzem samoukiem. W 1890 rozpoczął pracę jako konduktor na kolei, w 1893 otworzył wraz ze wspólnikiem mleczarnię, która jednak zbankrutowała, a Pirosmani stał się bezdomnym. Utrzymywał się z malowania szyldów sklepowych. Pod koniec życia zainteresowali się nim malarze, m.in. Ilja Zdaniewicz i jego brat Kiriłł. W 1913 kilka obrazów Pirosmanaszwilego pokazano na wystawie malarstwa ludowego w Moskwie. Zmarł jednak w nędzy. Nie wiadomo, gdzie został pochowany.

## Twórczość

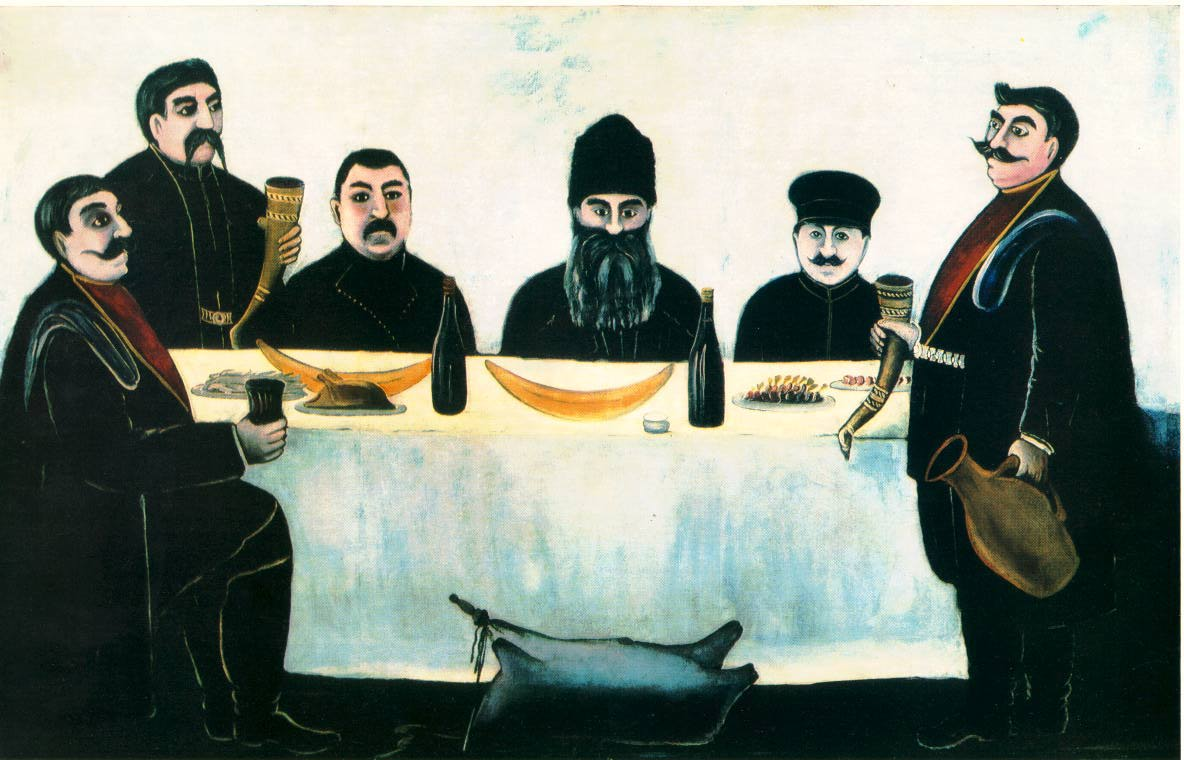
Uczta

Pirosmani mógł namalować około 1000 obrazów; zachowało się około 240 jego prac. Malował je zwykle na kosztownej czarnej ceracie, której faktura przypomina płótno, takie podobrazie było jego świadomym wyborem; czasami malował także na płótnie, kartonie lub blasze żelaznej; wykorzystywał do malowania produkty drogich marek Winsor & Newton oraz Lefranc & Bourgeois. Wykorzystywał niewiele kolorów do stworzenia swoich prac; najczęściej stosował ultramarynę, kobalt, czerwień angielską, umbrę, żółty, pomarańczowy i czerwony kadm, ochrę, tlenek chromu, biel ołowianą i biel cynkową.
Tematyka obrazów była zależna od upodobań klientów – kupców i restauratorów, którym Pirosmanaszwili płacił obrazami za żywność. Dominowały obrazy wystawnych uczt oraz popularnych postaci, jak Tancerka Margarita (portret francuskiej tancerki i śpiewaczki Marguerite de Sèvres, w której Pirosmani zakochał się bez wzajemności). Ponad 80 znanych obrazów stanowi przedstawienia zwierząt, zwłaszcza dzikich: jeleni i saren (ponad 20), niedźwiedzi (9 obrazów), a także zwierząt udomowionych np. baranków (8 dzieł). Malował też martwe natury, przedstawiające towary sprzedawane w odwiedzanych przez niego sklepikach, oraz fantastyczne krajobrazy z egzotycznymi zwierzętami. Część z jego prac określono mianem eposów, np. Polowanie i widok na Morze Czarne.
Jego twórczość została doceniona dopiero po śmierci. Udało się zgromadzić wiele obrazów rozproszonych po sklepikach i jadłodajniach. Obrazy gruzińskiego samouka są porównywane do dzieł najwybitniejszych prymitywistów, jak Celnika Rousseau. Największą kolekcję dzieł posiada Państwowe Muzeum Sztuk Pięknych w Tbilisi.

## Recepcja i upamiętnienie
Pierwsza książka o jego twórczości pt. Pirosmanaszwili została wydana w 1926 roku. Zainteresowanie jego dziełem wzrosło w latach 60. XX wieku, gruzińscy artyści, w tym twórcy awangardowi, zaczęli nawiązywać do jego twórczości. Kiriłł Zdaniewicz wydał również książkę o jego twórczości po wyjściu z gułagu, która po polsku ukazała się w 1968 roku pt. Niko Pirosmani. Malarz naiwny. Muzeum Niko Pirosmaniego w Mirzaani otwarto w 1963 roku, a w 1982 roku w piwnicy kamienicy, w której mieszkał pod sam koniec życia otworzono Dom – Muzeum Niko Pirosmanaszwilego w Tbilisi. Pierwsze zagraniczne wystawy jego malarstwa odbyły się w 1968 roku w Pradze i Warszawie. W 1969 roku wystawiono jego obrazy w Paryżu, w tym samym roku miał premierę film Giorgiego Szengelaii.
Narodowy Bank Gruzji wyemitował w 1995 roku banknot z podobizną Pirosmaniego i motywem z jego obrazu o nominale 1 lari; był to pierwszy banknot wyemitowany przez ten bank.
W 2018 roku zorganizowano wystawę jego prac w wiedeńskiej Albertinie; towarzyszyła jej instalacja Tadao Andō w formie stołu oraz wielu róż, co nawiązywało do legendy o nieszczęśliwej miłości artysty do aktorki Margerity (ten motyw pojawia się także w piosence Ałły Pugaczowej pt. Milion szkarłatnych róż).
W 2022 roku w Polsce ukazała się biografia Pirosmaniego pt. Czarna cerata Pirosmaniego. Życie i twórczość gruzińskiego artysty autorstwa Lecha Kończaka.

## Nawiązania
Rima Kandelaki wydała związaną tematycznie z artystą powieść pt. Malarz chodził po mieście w 1960 roku. Giogri Nachucriszwili wystawił sztukę o Pirosmanim w Teatrze im. Rustawelego w Tbilisi w 1961 roku. Aleksi Maczawariani napisał balladę na fortepian Wspomnienia o Niko. Obrazy starego Tbilisi, natomiast Natela Swanidze skomponowała oratorium pt. Pirosmani, a Sulchan Nassidze napisał symfonię Pirosmani. 